# Poison the Parish
Poison the Parish es el séptimo álbum de la banda sudafricana de Metal alternativo Seether, fue lanzado al mercado el 12 de mayo de 2017 a través del sello discográfico Concord Music. Fue lanzado el 12 de mayo de 2017. Es el primer álbum de la banda con un nuevo logotipo de banda en la portada. 
El primer sencillo, "Let You Down" fue lanzado el 23 de febrero de 2017. El 23 de marzo, la banda lanzó una nueva canción titulada "Stoke the Fire". El 13 de abril, como sencillo promocional "Nothing Left". El 5 de mayo, fue lanzado como sencillo promocional "Count Me Out". El 9 de agosto, fue lanzado el segundo sencillo del álbum, "Betray and Degrade".

## Lista de canciones
| Edición estándar |                      |          |  |
| N.º              | Título               | Duración |  |
| 1.               | «Stoke the Fire»     | 3:44     |  |
| 2.               | «Betray and Degrade» | 4:04     |  |
| 3.               | «Something Else»     | 3:42     |  |
| 4.               | «I'll Survive»       | 3:38     |  |
| 5.               | «Let You Down»       | 4:10     |  |
| 6.               | «Against the Wall»   | 3:50     |  |
| 7.               | «Let Me Heal»        | 3:52     |  |
| 8.               | «Saviours»           | 3:22     |  |
| 9.               | «Nothing Left»       | 3:36     |  |
| 10.              | «Count Me Out»       | 3:50     |  |
| 11.              | «Emotionless»        | 5:21     |  |
| 12.              | «Sell My Soul»       | 4:17     |  |
| 46:26            |                      |          |  |

| Canciones extras de la Edición Deluxe |                    |          |  |
| N.º                                   | Título             | Duración |  |
| 13.                                   | «Feels Like Dying» | 4:03     |  |
| 14.                                   | «Misunderstood»    | 3:47     |  |
| 15.                                   | «Take a Minute»    | 4:29     |  |
| 59:05                                 |                    |          |  |

## Posiciones en listas
| Lista (2017)                          | Posiciones |
| ------------------------------------- | ---------- |
| Australia (ARIA)                      | 29         |
| Austria (Ö3 Austria)                  | 23         |
| Bélgica (Ultratop flamenca)           | 130        |
| Canadá (Billboard Canadian Albums)    | 25         |
| Alemania (Media Control Charts)       | 26         |
| New Zealand Heatseekers Albums (RMNZ) | 3          |
| Escocia (Scottish Albums Chart)       | 34         |
| Suiza (Schweizer Hitparade)           | 16         |
| Reino Unido (UK Albums Chart)         | 72         |
| Estados Unidos (Billboard 200)        | 14         |